# Kígyósziszcincér
A kígyósziszcincér (Phytoecia coerulescens) a cincérfélék családjába tartozó, Eurázsiában és Észak-Afrikában honos, lágyszárú növényeken élő bogárfaj.

## Megjelenése
A kígyósziszcincér testhossza 6–13 mm. Az előtor oldalai enyhén ívesek, a szárnyfedők oldalvonalai a vállaktól végig keskenyednek. Aalapszíne fekete, de felületét lesimuló, sűrű zöldeskék (vagy szürke, sárgászöld, szürkéskék) szőrök fedik. A fejtető két oldalán, az előtor középvonala és kétoldalt 1-1 sáv, valamint a pajzsocska (scutellum) szőrözete sűrűbb és világosabb. A fej és az előtor szórtan pontozott, a szárnyfedők tövének pontozása alig erősebb, mint az előtoré, hátrafelé pedig fokozatosan finomodik. Mindkét szárnyfedő vége lekerekített. A csáp alul szürkén, felül feketén szőrözött. A rágók vége kéthegyű.

## Elterjedése és életmódja
Eurázsiában (az Ibériai-félszigettől Észak-Mongóliáig) és Észak-Afrikában honos. Magyarországon országszerte elterjedt, gyakori faj.
Lárvája különféle lágyszárú kórók (kígyószisz, ebnyelvűfű, cickafark, gyöngyköles, szeplőlapu, nadálytő, koldustetű, farkasszem, stb.) gyökereiben él. Életciklusa egy évig tart. A kifejlett lárva felmászik a szár alsó részébe, körberágja a szárat és a járatát szálas rágcsálékkal tölti ki. A növény elszárad és a szél a körberágott résznél eltöri. A bábból kibújó imágó meglepő módon nem a felső nyíláson távozik, hanem lyukat rág a szár oldalán. Az imágó április végétől júliusig rajzik, többnyire a tápnövényeken tartózkodik.

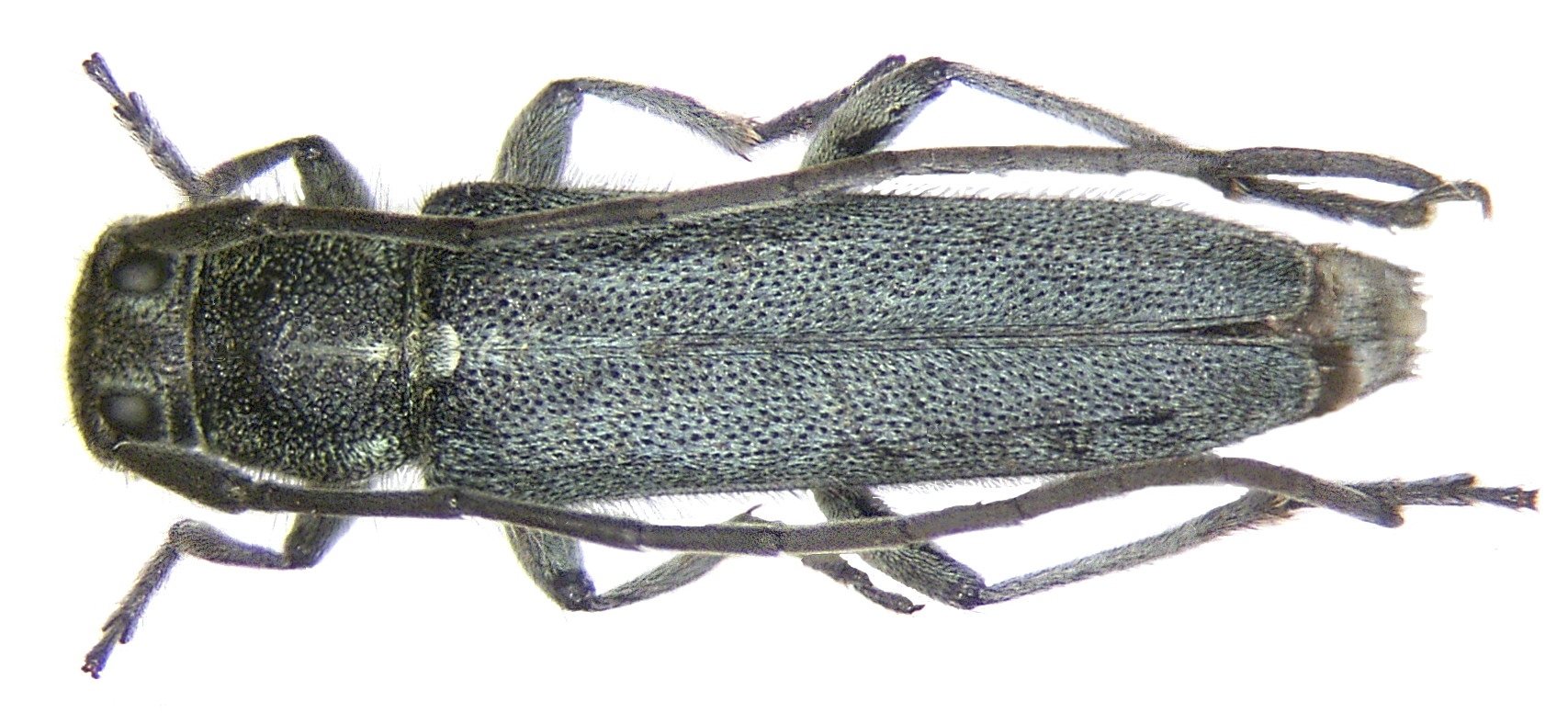
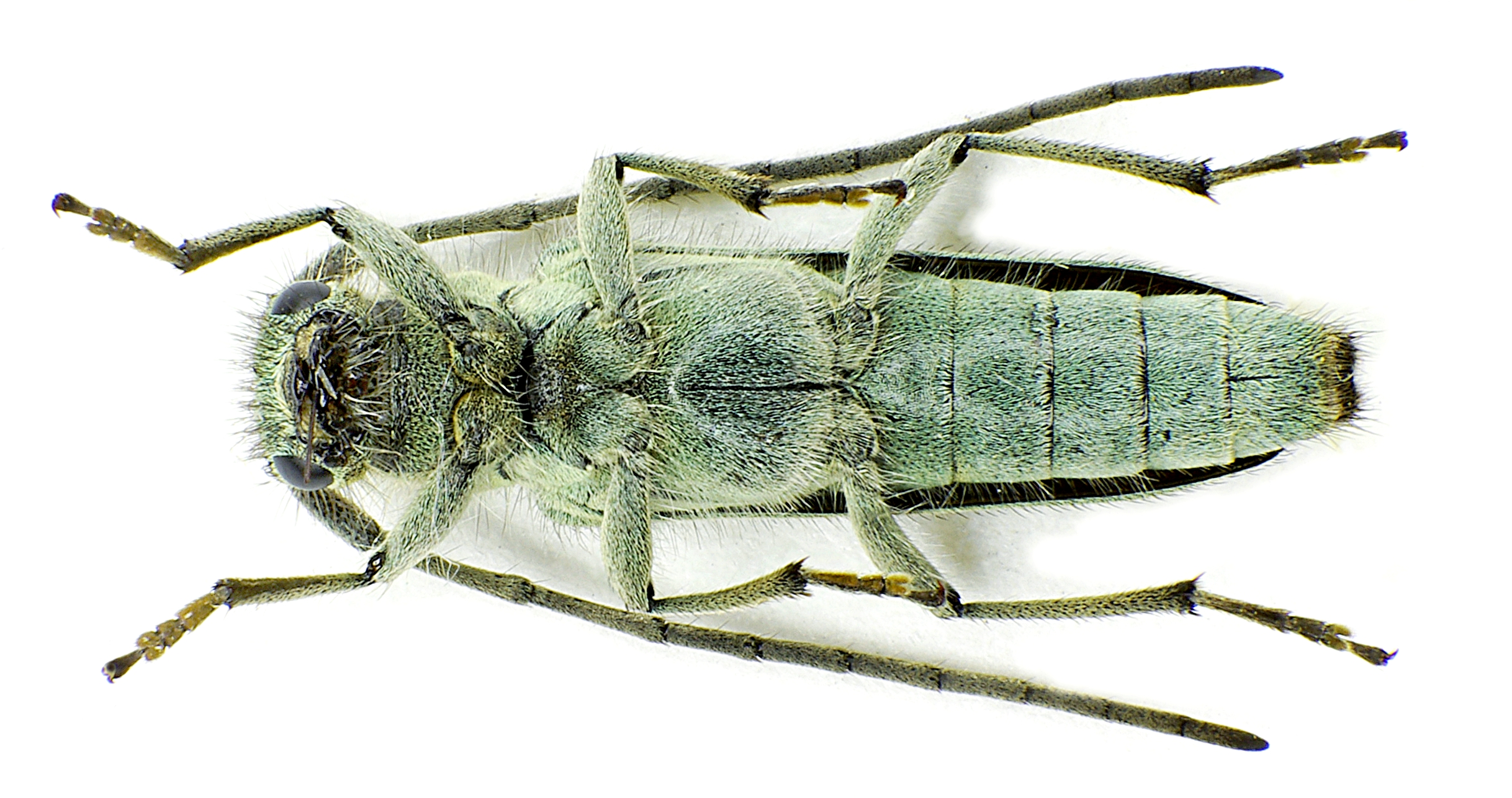
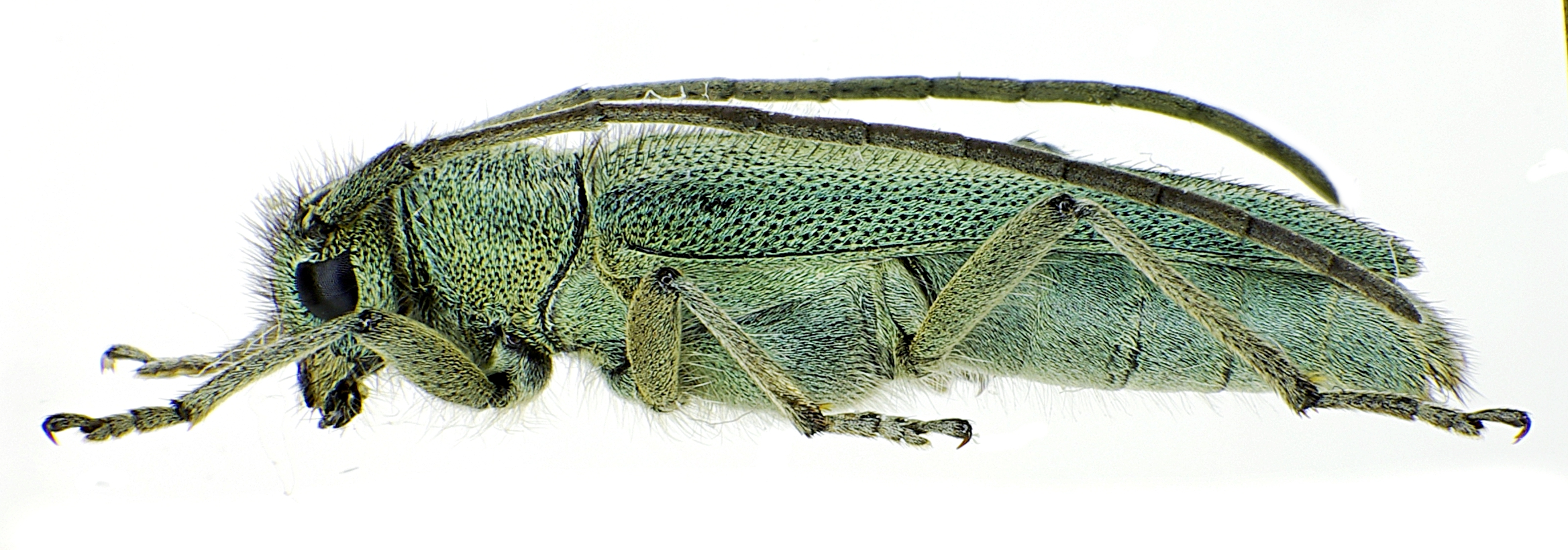
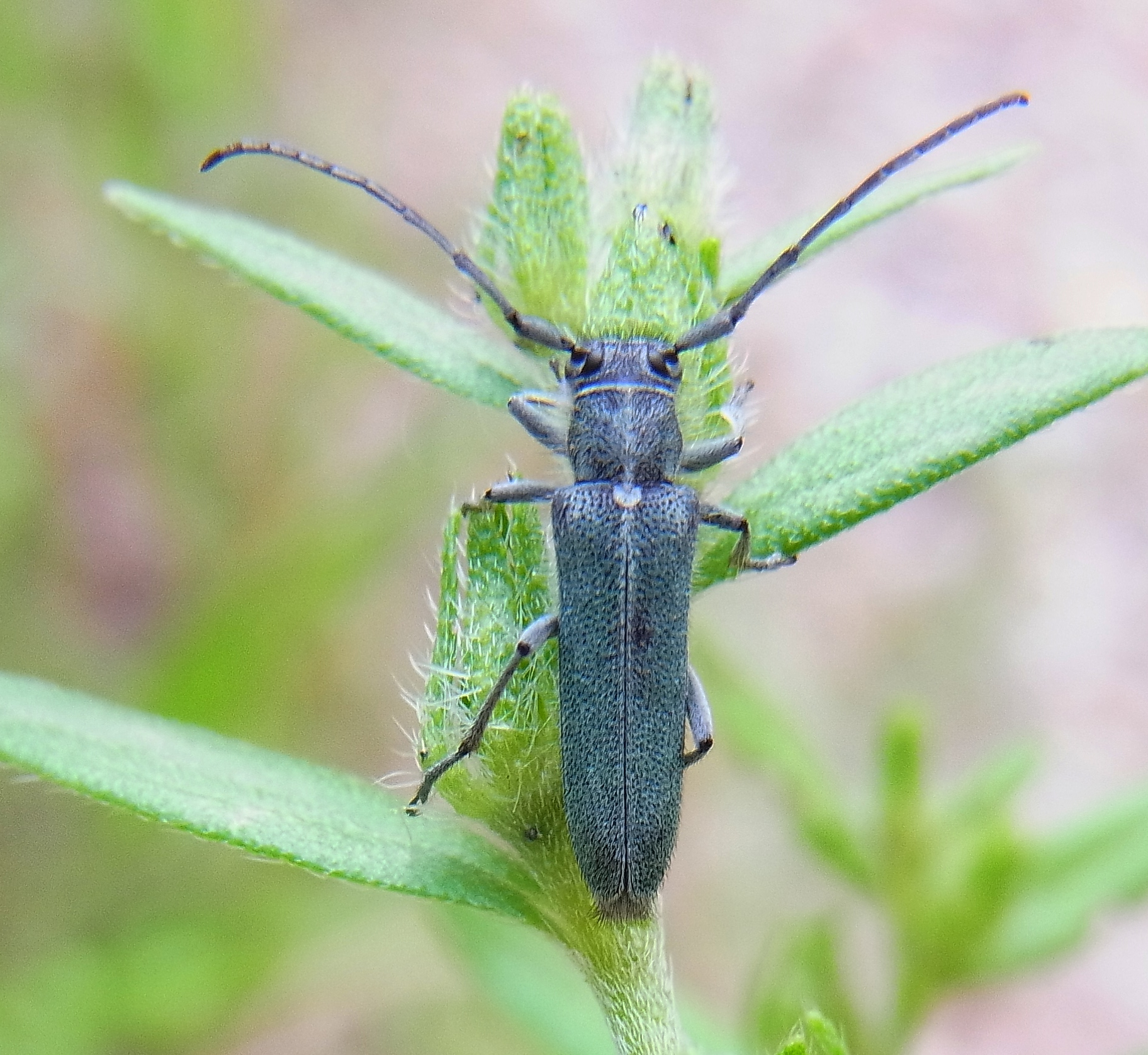
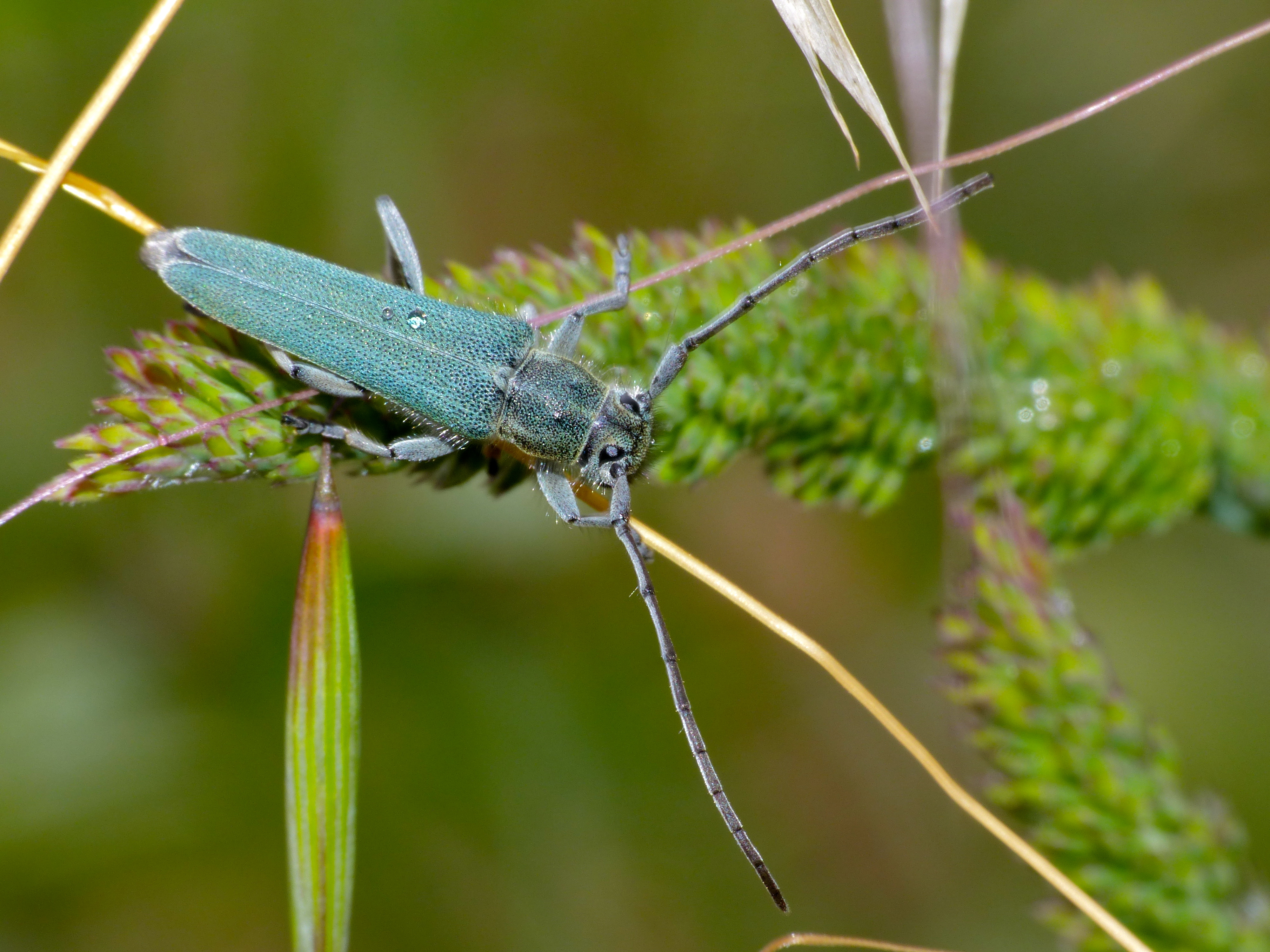

Magyarországon nem védett.